# Flandern-Rundfahrt 2007
Die Flandern-Rundfahrt 2007 war die 91. Austragung des Rad-Klassikers Flandern-Rundfahrt. Es wurde am 8. April 2007 über eine Distanz von 259 km ausgetragen. Das Rennen wurde von Alessandro Ballan vor Leif Hoste und Luca Paolini gewonnen.

## Teilnehmende Mannschaften
| Quick Step-Innergetic AG2R Prévoyance Lampre-Fondital | Predictor-Lotto Bouygues Télécom Liquigas | Unibet.com Cofidis-Le Crédit par Téléphone Team Milram | Team CSC Crédit Agricole Rabobank | Caisse d’Epargne Française des Jeux Astana | Euskaltel-Euskadi Gerolsteiner Discovery Channel | Saunier Duval-Prodir T-Mobile |

| Chocolade Jacques-Topsport Vlaanderen | Landbouwkrediet-Tönissteiner | Wiesenhof-Felt | Tinkoff Credit Systems | Skil-Shimano |

## Ergebnis
|    | Fahrer            | Land        | Team                            | Zeit       |
| -- | ----------------- | ----------- | ------------------------------- | ---------- |
| 1  | Alessandro Ballan | Italien     | Lampre-Fondital                 | 6h 10' 15" |
| 2  | Leif Hoste        | Belgien     | Predictor-Lotto                 | gl. Zeit   |
| 3  | Luca Paolini      | Italien     | Liquigas                        | + 5"       |
| 4  | Karsten Kroon     | Niederlande | Team CSC                        | gl. Zeit   |
| 5  | Wladimir Gussew   | Russland    | Discovery Channel               | gl. Zeit   |
| 6  | Tomas Vaitkus     | Litauen     | Discovery Channel               | + 13"      |
| 7  | Nick Nuyens       | Belgien     | Cofidis–Le Crédit par Téléphone | + 1' 50"   |
| 8  | Dmitri Murawjow   | Ukraine     | Astana                          | gl. Zeit   |
| 9  | Michael Boogerd   | Niederlande | Rabobank                        | gl. Zeit   |
| 10 | Stuart O'Grady    | Australien  | Team CSC                        | + 35"      |